# Nico Landeweerd
	Nicolaas „Nico“ Albertus Adrianus Landeweerd (* 3. April 1954 in Hilversum) ist ein ehemaliger niederländischer Wasserballspieler. Mit der niederländischen Nationalmannschaft wurde er Olympiadritter 1976 und Weltmeisterschaftsvierter 1982.

## Sportliche Karriere
Der 1,78 m große Angreifer spielte im Verein De Robben in Hilversum.
Bei der Wasserball-Weltmeisterschaft 1975 belegten die Niederländer den siebten Platz. 1976 bei den Olympischen Spielen in Montreal erreichten die Niederländer als Vorrundenerste die Finalrunde. Nach der Finalrunde standen die Ungarn als Olympiasieger fest. Dahinter hatten die Italiener und die Niederländer jeweils zwei Siege, zwei Unentschieden und eine Niederlage. Die Tordifferenz war ebenfalls gleich und im direkten Vergleich hatten sich die beiden Teams mit 3:3 getrennt. Die Italiener gewannen die Silbermedaille dank der mehr erzielten Tore in der Finalrunde, die Niederländer erhielten die Bronzemedaille. Nach der Bronzemedaille bei den Olympischen Spielen 1948 war dies die zweite olympische Medaille für den niederländischen Wasserball, die dritte gewannen die Wasserballerinnen mit Gold 2008. Landeweerd wirkte 1976 in allen acht Spielen mit und warf neun Tore.
1977 belegten die Niederländer den fünften Platz bei der Europameisterschaft in Jonköping. Bei den Olympischen Spielen 1980 erreichten die Niederländer die Finalrunde als Gruppenzweite hinter den Ungarn. In der Finalrunde gelang den Niederländern nur ein Unentschieden, die anderen vier Partien gingen verloren. Damit belegten die Niederländer den sechsten Platz. Landeweerd erzielte sieben Tore in acht Spielen.
Bei der Weltmeisterschaft 1982 in Guayaquil erreichten die Niederländer in ihrer Vorrundengruppe den zweiten Platz hinter den Jugoslawen, schoben sich aber in der zweiten Runde an den Jugoslawen vorbei. Nach zwei Niederlagen in der Finalrunde belegten die Niederländer den vierten Platz. 1983 kamen die Niederländer auf den sechsten Platz bei der Europameisterschaft in Rom. Beim olympischen Wasserballturnier 1984 erreichten die Niederländer die Finalrunde als Gruppenzweite hinter den Jugoslawen. In der Finalrunde gewannen die Jugoslawen Gold. Die Niederländer verloren alle fünf Spiele der Finalrunde und belegten wie vier Jahre zuvor den sechsten Platz. Landeweerd warf insgesamt neun Tore. Zum Abschluss seiner internationalen Karriere belegte Landeweerd bei der Europameisterschaft 1985 den siebten Platz.